# Sayed Mohammed Jaffer
Sayed Mohammed Jaffer Sabt Abbas (in arabo سيد محمد جعفر سبت عباس‎?; 25 agosto 1985) è un calciatore bahreinita, portiere dell'Al-Muharraq e della nazionale bahreinita, di cui è capitano.

## Carriera
Esordisce in nazionale il 5 luglio 2004 contro la Thailandia in amichevole. Con la selezione bahreinita ha preso parte a tre edizioni della Coppa d'Asia (2004, 2015, 2023).

## Statistiche

### Cronologia presenze in nazionale
| Cronologia completa delle presenze e delle reti in nazionale ― Bahrein | Cronologia completa delle presenze e delle reti in nazionale ― Bahrein | Cronologia completa delle presenze e delle reti in nazionale ― Bahrein | Cronologia completa delle presenze e delle reti in nazionale ― Bahrein | Cronologia completa delle presenze e delle reti in nazionale ― Bahrein | Cronologia completa delle presenze e delle reti in nazionale ― Bahrein | Cronologia completa delle presenze e delle reti in nazionale ― Bahrein | Cronologia completa delle presenze e delle reti in nazionale ― Bahrein |
| Data                                                                   | Città                                                                  | In casa                                                                | Risultato                                                              | Ospiti                                                                 | Competizione                                                           | Reti                                                                   | Note                                                                   |
| ---------------------------------------------------------------------- | ---------------------------------------------------------------------- | ---------------------------------------------------------------------- | ---------------------------------------------------------------------- | ---------------------------------------------------------------------- | ---------------------------------------------------------------------- | ---------------------------------------------------------------------- | ---------------------------------------------------------------------- |
| 5-7-2004                                                               | Bangkok                                                                | Thailandia                                                             | 0 – 2                                                                  | Bahrein                                                                | Amichevole                                                             | -                                                                      |                                                                        |
| 17-11-2004                                                             | Riffa                                                                  | Bahrein                                                                | 4 – 0                                                                  | Tagikistan                                                             | Qual. Mondiali 2006                                                    | -                                                                      |                                                                        |
| 1-12-2004                                                              | Riffa                                                                  | Bahrein                                                                | 1 – 2                                                                  | Finlandia                                                              | Amichevole                                                             | -2                                                                     |                                                                        |
| 23-12-2004                                                             | Doha                                                                   | Bahrein                                                                | 3 – 1                                                                  | Kuwait                                                                 | Coppa delle nazioni del Golfo 2004 - Finale 3º posto                   | -1                                                                     |                                                                        |
| 27-5-2005                                                              | Riyad                                                                  | Arabia Saudita                                                         | 1 – 1                                                                  | Bahrein                                                                | Amichevole                                                             | -1                                                                     |                                                                        |
| 3-8-2005                                                               | Riffa                                                                  | Bahrein                                                                | 5 – 0                                                                  | Turkmenistan                                                           | Amichevole                                                             | -                                                                      |                                                                        |
| 7-8-2005                                                               | Riffa                                                                  | Bahrein                                                                | 2 – 2                                                                  | Iraq                                                                   | Amichevole                                                             | -2                                                                     |                                                                        |
| 27-10-2005                                                             | Riffa                                                                  | Bahrein                                                                | 5 – 0                                                                  | Panama                                                                 | Amichevole                                                             | -                                                                      |                                                                        |
| 30-1-2006                                                              | Riffa                                                                  | Bahrein                                                                | 1 – 1                                                                  | Siria                                                                  | Amichevole                                                             | -1                                                                     |                                                                        |
| 11-10-2006                                                             | Sydney                                                                 | Australia                                                              | 2 – 0                                                                  | Bahrein                                                                | Qual. Coppa d'Asia 2007                                                | -2                                                                     |                                                                        |
| 4-10-2007                                                              | Riffa                                                                  | Bahrein                                                                | 3 – 1                                                                  | Singapore                                                              | Amichevole                                                             | -1                                                                     |                                                                        |
| 21-10-2007                                                             | Riffa                                                                  | Bahrein                                                                | 4 – 1                                                                  | Malaysia                                                               | Qual. Mondiali 2010                                                    | -1                                                                     |                                                                        |
| 28-10-2007                                                             | Shah Alam                                                              | Malaysia                                                               | 0 – 0                                                                  | Bahrein                                                                | Qual. Mondiali 2010                                                    | -                                                                      |                                                                        |
| 16-1-2008                                                              | Riffa                                                                  | Bahrein                                                                | 1 – 0                                                                  | Kuwait                                                                 | Amichevole                                                             | -                                                                      |                                                                        |
| 26-1-2008                                                              | Riffa                                                                  | Bahrein                                                                | 2 – 1                                                                  | Yemen                                                                  | Amichevole                                                             | -1                                                                     |                                                                        |
| 6-2-2008                                                               | Mascate                                                                | Oman                                                                   | 0 – 1                                                                  | Bahrein                                                                | Qual. Mondiali 2010                                                    | -                                                                      | 8’                                                                     |
| 4-3-2008                                                               | Doha                                                                   | Qatar                                                                  | 1 – 2                                                                  | Bahrein                                                                | Amichevole                                                             | -1                                                                     |                                                                        |
| 21-3-2008                                                              | Riffa                                                                  | Bahrein                                                                | 1 – 0                                                                  | Iran                                                                   | Amichevole                                                             | -                                                                      |                                                                        |
| 26-3-2008                                                              | Riffa                                                                  | Bahrein                                                                | 1 – 0                                                                  | Giappone                                                               | Qual. Mondiali 2010                                                    | -                                                                      |                                                                        |
| 28-5-2008                                                              | Singapore                                                              | Singapore                                                              | 0 – 1                                                                  | Bahrein                                                                | Amichevole                                                             | -                                                                      |                                                                        |
| 2-6-2008                                                               | Bangkok                                                                | Thailandia                                                             | 2 – 3                                                                  | Bahrein                                                                | Qual. Mondiali 2010                                                    | -2                                                                     |                                                                        |
| 7-6-2008                                                               | Riffa                                                                  | Bahrein                                                                | 1 – 1                                                                  | Thailandia                                                             | Qual. Mondiali 2010                                                    | -1                                                                     |                                                                        |
| 14-6-2008                                                              | Riffa                                                                  | Bahrein                                                                | 1 – 1                                                                  | Oman                                                                   | Qual. Mondiali 2010                                                    | -1                                                                     |                                                                        |
| 22-6-2008                                                              | Saitama                                                                | Giappone                                                               | 1 – 0                                                                  | Bahrein                                                                | Qual. Mondiali 2010                                                    | -1                                                                     |                                                                        |
| 20-8-2008                                                              | Riffa                                                                  | Bahrein                                                                | 3 – 1                                                                  | Burkina Faso                                                           | Amichevole                                                             | -1                                                                     |                                                                        |
| 29-8-2008                                                              | Abu Dhabi                                                              | Emirati Arabi Uniti                                                    | 2 – 3                                                                  | Bahrein                                                                | Amichevole                                                             | -2                                                                     |                                                                        |
| 6-9-2008                                                               | Riffa                                                                  | Bahrein                                                                | 2 – 3                                                                  | Giappone                                                               | Qual. Mondiali 2010                                                    | -3                                                                     |                                                                        |
| 10-9-2008                                                              | Doha                                                                   | Qatar                                                                  | 1 – 1                                                                  | Bahrein                                                                | Qual. Mondiali 2010                                                    | -1                                                                     |                                                                        |
| 15-10-2008                                                             | Riffa                                                                  | Bahrein                                                                | 1 – 2                                                                  | Azerbaigian                                                            | Amichevole                                                             | -2                                                                     |                                                                        |
| 12-11-2008                                                             | Riyad                                                                  | Arabia Saudita                                                         | 4 – 0                                                                  | Bahrein                                                                | Amichevole                                                             | -4                                                                     |                                                                        |
| 19-11-2008                                                             | Riffa                                                                  | Bahrein                                                                | 0 – 1                                                                  | Australia                                                              | Qual. Mondiali 2010                                                    | -1                                                                     |                                                                        |
| 23-12-2008                                                             | Riffa                                                                  | Bahrein                                                                | 1 – 0                                                                  | Arabia Saudita                                                         | Amichevole                                                             | -                                                                      |                                                                        |
| 29-12-2008                                                             | Riffa                                                                  | Bahrein                                                                | 2 – 2                                                                  | Siria                                                                  | Amichevole                                                             | -2                                                                     |                                                                        |
| 4-1-2009                                                               | Mascate                                                                | Bahrein                                                                | 3 – 1                                                                  | Iraq                                                                   | Coppa delle nazioni del Golfo 2009 - 1º turno                          | -1                                                                     |                                                                        |
| 7-1-2009                                                               | Mascate                                                                | Bahrein                                                                | 0 – 1                                                                  | Kuwait                                                                 | Coppa delle nazioni del Golfo 2009 - 1º turno                          | -1                                                                     |                                                                        |
| 10-1-2009                                                              | Mascate                                                                | Oman                                                                   | 2 – 0                                                                  | Bahrein                                                                | Coppa delle nazioni del Golfo 2009 - 1º turno                          | -2                                                                     |                                                                        |
| 21-1-2009                                                              | Hong Kong                                                              | Hong Kong                                                              | 1 – 3                                                                  | Bahrein                                                                | Qual. Coppa d'Asia 2011                                                | -1                                                                     |                                                                        |
| 28-1-2009                                                              | Riffa                                                                  | Bahrein                                                                | 1 – 0                                                                  | Giappone                                                               | Qual. Coppa d'Asia 2011                                                | -                                                                      |                                                                        |
| 11-2-2009                                                              | Tashkent                                                               | Uzbekistan                                                             | 0 – 1                                                                  | Bahrein                                                                | Qual. Mondiali 2010                                                    | -                                                                      |                                                                        |
| 28-3-2009                                                              | Saitama                                                                | Giappone                                                               | 1 – 0                                                                  | Bahrein                                                                | Qual. Mondiali 2010                                                    | -1                                                                     |                                                                        |
| 1-4-2009                                                               | Riffa                                                                  | Bahrein                                                                | 1 – 0                                                                  | Qatar                                                                  | Qual. Mondiali 2010                                                    | -                                                                      | 36’                                                                    |
| 3-6-2009                                                               | Riffa                                                                  | Bahrein                                                                | 4 – 0                                                                  | Giordania                                                              | Amichevole                                                             | -                                                                      |                                                                        |
| 10-6-2009                                                              | Sydney                                                                 | Australia                                                              | 2 – 0                                                                  | Bahrein                                                                | Qual. Mondiali 2010                                                    | -2                                                                     |                                                                        |
| 17-6-2009                                                              | Riffa                                                                  | Bahrein                                                                | 1 – 0                                                                  | Uzbekistan                                                             | Qual. Mondiali 2010                                                    | -                                                                      |                                                                        |
| 26-8-2009                                                              | Riffa                                                                  | Bahrein                                                                | 2 – 1                                                                  | Kenya                                                                  | Amichevole                                                             | -1                                                                     |                                                                        |
| 31-8-2009                                                              | Riffa                                                                  | Bahrein                                                                | 4 – 2                                                                  | Iran                                                                   | Amichevole                                                             | -2                                                                     |                                                                        |
| 5-9-2009                                                               | Riffa                                                                  | Bahrein                                                                | 0 – 0                                                                  | Arabia Saudita                                                         | Qual. Mondiali 2010                                                    | -                                                                      |                                                                        |
| 9-9-2009                                                               | Riyad                                                                  | Arabia Saudita                                                         | 2 – 2                                                                  | Bahrein                                                                | Qual. Mondiali 2010                                                    | -2                                                                     |                                                                        |
| 10-10-2009                                                             | Riffa                                                                  | Bahrein                                                                | 0 – 0                                                                  | Nuova Zelanda                                                          | Qual. Mondiali 2010                                                    | -                                                                      |                                                                        |
| 6-11-2009                                                              | Riffa                                                                  | Bahrein                                                                | 5 – 1                                                                  | Togo                                                                   | Amichevole                                                             | -1                                                                     |                                                                        |
| 14-11-2009                                                             | Wellington                                                             | Nuova Zelanda                                                          | 1 – 0                                                                  | Bahrein                                                                | Qual. Mondiali 2010                                                    | -1                                                                     |                                                                        |
| 6-1-2010                                                               | Madinat 'Isa                                                           | Bahrein                                                                | 4 – 0                                                                  | Hong Kong                                                              | Qual. Coppa d'Asia 2011                                                | -                                                                      |                                                                        |
| 25-2-2010                                                              | al-'Ayn                                                                | Kuwait                                                                 | 4 – 1                                                                  | Bahrein                                                                | Amichevole                                                             | -4                                                                     |                                                                        |
| 3-3-2010                                                               | Toyota                                                                 | Giappone                                                               | 2 – 0                                                                  | Bahrein                                                                | Qual. Coppa d'Asia 2011                                                | -2                                                                     |                                                                        |
| 11-8-2010                                                              | Nanjing                                                                | Cina                                                                   | 1 – 1                                                                  | Bahrein                                                                | Amichevole                                                             | -1                                                                     |                                                                        |
| 3-9-2010                                                               | Doha                                                                   | Qatar                                                                  | 1 – 1                                                                  | Bahrein                                                                | Amichevole                                                             | -1                                                                     |                                                                        |
| 19-9-2010                                                              | al-Zarqa                                                               | Giordania                                                              | 2 – 0                                                                  | Bahrein                                                                | Amichevole                                                             | -2                                                                     |                                                                        |
| 24-9-2010                                                              | Amman                                                                  | Iran                                                                   | 3 – 0                                                                  | Bahrein                                                                | WAFF Championship 2010 - 1º turno                                      | -3                                                                     |                                                                        |
| 12-10-2010                                                             | Riffa                                                                  | Bahrein                                                                | 2 – 4                                                                  | Uzbekistan                                                             | Amichevole                                                             | -4                                                                     |                                                                        |
| 10-11-2010                                                             | Riffa                                                                  | Bahrein                                                                | 0 – 0                                                                  | Uganda                                                                 | Amichevole                                                             | -                                                                      |                                                                        |
| 14-2-2011                                                              | Riffa                                                                  | Bahrein                                                                | 0 – 0                                                                  | Kuwait                                                                 | Amichevole                                                             | -                                                                      |                                                                        |
| 10-8-2011                                                              | Dubai                                                                  | Oman                                                                   | 1 – 1                                                                  | Bahrein                                                                | Amichevole                                                             | -1                                                                     |                                                                        |
| 26-8-2011                                                              | Riffa                                                                  | Bahrein                                                                | 1 – 0                                                                  | Yemen                                                                  | Amichevole                                                             | -                                                                      |                                                                        |
| 2-9-2011                                                               | Riffa                                                                  | Bahrein                                                                | 0 – 0                                                                  | Qatar                                                                  | Qual. Mondiali 2014                                                    | -                                                                      |                                                                        |
| 6-9-2011                                                               | Giacarta                                                               | Indonesia                                                              | 0 – 2                                                                  | Bahrein                                                                | Qual. Mondiali 2014                                                    | -                                                                      |                                                                        |
| 11-10-2011                                                             | Teheran                                                                | Iran                                                                   | 6 – 0                                                                  | Bahrein                                                                | Qual. Mondiali 2014                                                    | -6                                                                     |                                                                        |
| 11-11-2011                                                             | Riffa                                                                  | Bahrein                                                                | 1 – 1                                                                  | Iran                                                                   | Qual. Mondiali 2014                                                    | -1                                                                     |                                                                        |
| 15-11-2011                                                             | Doha                                                                   | Qatar                                                                  | 0 – 0                                                                  | Bahrein                                                                | Qual. Mondiali 2014                                                    | -                                                                      |                                                                        |
| 6-12-2011                                                              | Al Muharraq                                                            | Bahrein                                                                | 0 – 1                                                                  | Palestina                                                              | Amichevole                                                             | -1                                                                     |                                                                        |
| 10-12-2011                                                             | Doha                                                                   | Qatar                                                                  | 2 – 2                                                                  | Bahrein                                                                | XII Giochi panarabi - 1º turno                                         | -2                                                                     |                                                                        |
| 13-12-2011                                                             | Doha                                                                   | Bahrein                                                                | 3 – 1                                                                  | Palestina                                                              | XII Giochi panarabi - Semifinale                                       | -1                                                                     |                                                                        |
| 20-12-2011                                                             | Doha                                                                   | Bahrein                                                                | 1 – 0                                                                  | Giordania                                                              | XII Giochi panarabi - Finale                                           | -                                                                      |                                                                        |
| 29-2-2013                                                              | Riffa                                                                  | Bahrein                                                                | 10 – 0                                                                 | Indonesia                                                              | Qual. Mondiali 2014                                                    | -                                                                      |                                                                        |
| 23-6-2012                                                              | Gedda                                                                  | Marocco                                                                | 4 – 0                                                                  | Bahrein                                                                | Coppa araba 2012 - 1º turno                                            | -4                                                                     |                                                                        |
| 26-6-2012                                                              | Gedda                                                                  | Bahrein                                                                | 0 – 2                                                                  | Yemen                                                                  | Coppa araba 2012 - 1º turno                                            | -2                                                                     |                                                                        |
| 29-11-2012                                                             | Al Wakrah                                                              | Palestina                                                              | 0 – 2                                                                  | Bahrein                                                                | Amichevole                                                             | -                                                                      |                                                                        |
| 3-12-2012                                                              | Doha                                                                   | Bahrein                                                                | 0 – 0                                                                  | Iraq                                                                   | Amichevole                                                             | -                                                                      |                                                                        |
| 9-12-2012                                                              | al-Farwaniyya                                                          | Bahrein                                                                | 1 – 0                                                                  | Yemen                                                                  | WAFF Championship 2012 - 1º turno                                      | -                                                                      |                                                                        |
| 12-12-2012                                                             | Al Kuwait                                                              | Iran                                                                   | 0 – 0                                                                  | Bahrein                                                                | WAFF Championship 2012 - 1º turno                                      | -                                                                      |                                                                        |
| 15-12-2012                                                             | al-Farwaniyya                                                          | Bahrein                                                                | 1 – 0                                                                  | Arabia Saudita                                                         | WAFF Championship 2012 - 1º turno                                      | -                                                                      |                                                                        |
| 18-12-2012                                                             | Al Kuwait                                                              | Bahrein                                                                | 1 – 1 dts (2 – 3 dtr)                                                  | Siria                                                                  | WAFF Championship 2012 - Semifinale                                    | -1                                                                     |                                                                        |
| 20-12-2012                                                             | al-Farwaniyya                                                          | Oman                                                                   | 1 – 0                                                                  | Bahrein                                                                | WAFF Championship 2012 - Finale 3º posto                               | -1                                                                     |                                                                        |
| 5-1-2013                                                               | Riffa                                                                  | Bahrein                                                                | 0 – 0                                                                  | Oman                                                                   | Coppa delle nazioni del Golfo 2013 - 1º turno                          | -                                                                      |                                                                        |
| 8-1-2013                                                               | Riffa                                                                  | Bahrein                                                                | 1 – 2                                                                  | Emirati Arabi Uniti                                                    | Coppa delle nazioni del Golfo 2013 - 1º turno                          | -2                                                                     |                                                                        |
| 11-1-2013                                                              | Riffa                                                                  | Bahrein                                                                | 1 – 0                                                                  | Qatar                                                                  | Coppa delle nazioni del Golfo 2013 - 1º turno                          | -                                                                      |                                                                        |
| 15-1-2013                                                              | Riffa                                                                  | Iraq                                                                   | 1 – 1 dts (4 – 2 dtr)                                                  | Bahrein                                                                | Coppa delle nazioni del Golfo 2013 - Semifinale                        | -1                                                                     |                                                                        |
| 17-3-2013                                                              | Riffa                                                                  | Bahrein                                                                | 0 – 0                                                                  | Libano                                                                 | Amichevole                                                             | -                                                                      |                                                                        |
| 22-3-2013                                                              | Riffa                                                                  | Bahrein                                                                | 1 – 0                                                                  | Qatar                                                                  | Qual. Coppa d'Asia 2015                                                | -                                                                      |                                                                        |
| 9-9-2013                                                               | Al Kuwait                                                              | Kuwait                                                                 | 2 – 1                                                                  | Bahrein                                                                | Amichevole                                                             | -2                                                                     |                                                                        |
| 10-10-2013                                                             | Bangkok                                                                | Thailandia                                                             | 1 – 0                                                                  | Bahrein                                                                | Amichevole                                                             | -1                                                                     |                                                                        |
| 15-10-2013                                                             | Petaling Jaya                                                          | Malaysia                                                               | 1 – 1                                                                  | Bahrein                                                                | Qual. Coppa d'Asia 2015                                                | -1                                                                     |                                                                        |
| 9-11-2013                                                              | Riffa                                                                  | Bahrein                                                                | 1 – 0                                                                  | Libano                                                                 | Amichevole                                                             | -                                                                      |                                                                        |
| 15-11-2013                                                             | Riffa                                                                  | Bahrein                                                                | 1 – 0                                                                  | Malaysia                                                               | Qual. Coppa d'Asia 2015                                                | -                                                                      |                                                                        |
| 19-11-2013                                                             | Riffa                                                                  | Bahrein                                                                | 2 – 0                                                                  | Yemen                                                                  | Qual. Coppa d'Asia 2015                                                | -                                                                      |                                                                        |
| 21-12-2013                                                             | Doha                                                                   | Qatar                                                                  | 1 – 1                                                                  | Bahrein                                                                | Amichevole                                                             | -1                                                                     |                                                                        |
| 25-12-2013                                                             | Doha                                                                   | Oman                                                                   | 0 – 0                                                                  | Bahrein                                                                | WAFF Championship 2013 - 1º turno                                      | -                                                                      |                                                                        |
| 4-1-2014                                                               | Doha                                                                   | Bahrein                                                                | 0 – 1                                                                  | Giordania                                                              | WAFF Championship 2013 - Semifinale                                    | -1                                                                     |                                                                        |
| 7-1-2014                                                               | Doha                                                                   | Kuwait                                                                 | 0 – 0 dts (2 – 3 dtr)                                                  | Bahrein                                                                | WAFF Championship 2013 - Finale 3º posto                               | -                                                                      |                                                                        |
| 5-3-2014                                                               | Doha                                                                   | Qatar                                                                  | 0 – 0                                                                  | Bahrein                                                                | Qual. Coppa d'Asia 2015                                                | -                                                                      |                                                                        |
| 9-9-2014                                                               | al-Farwaniyya                                                          | Kuwait                                                                 | 0 – 1                                                                  | Bahrein                                                                | Amichevole                                                             | -                                                                      |                                                                        |
| 10-10-2014                                                             | Dubai                                                                  | Uzbekistan                                                             | 0 – 0                                                                  | Bahrein                                                                | Amichevole                                                             | -                                                                      |                                                                        |
| 14-10-2014                                                             | Riffa                                                                  | Bahrein                                                                | 0 – 0                                                                  | Iraq                                                                   | Amichevole                                                             | -                                                                      |                                                                        |
| 2-11-2014                                                              | Riffa                                                                  | Bahrein                                                                | 2 – 2                                                                  | Corea del Nord                                                         | Amichevole                                                             | -2                                                                     |                                                                        |
| 7-11-2014                                                              | Riffa                                                                  | Bahrein                                                                | 2 – 0                                                                  | Singapore                                                              | Amichevole                                                             | -                                                                      |                                                                        |
| 13-11-2014                                                             | Riyad                                                                  | Yemen                                                                  | 0 – 0                                                                  | Bahrein                                                                | Coppa delle nazioni del Golfo 2014 - 1º turno                          | -                                                                      |                                                                        |
| 16-11-2014                                                             | Riyad                                                                  | Arabia Saudita                                                         | 3 – 0                                                                  | Bahrein                                                                | Coppa delle nazioni del Golfo 2014 - 1º turno                          | -3                                                                     |                                                                        |
| 19-11-2014                                                             | Riyad                                                                  | Bahrein                                                                | 0 – 0                                                                  | Qatar                                                                  | Coppa delle nazioni del Golfo 2014 - 1º turno                          | -                                                                      |                                                                        |
| 30-12-2014                                                             | Geelong                                                                | Bahrein                                                                | 4 – 1                                                                  | Arabia Saudita                                                         | Amichevole                                                             | -1                                                                     |                                                                        |
| 11-1-2015                                                              | Melbourne                                                              | Iran                                                                   | 2 – 0                                                                  | Bahrein                                                                | Coppa d'Asia 2015 - 1º turno                                           | -2                                                                     |                                                                        |
| 15-1-2015                                                              | Canberra                                                               | Bahrein                                                                | 1 – 2                                                                  | Emirati Arabi Uniti                                                    | Coppa d'Asia 2015 - 1º turno                                           | -2                                                                     |                                                                        |
| 26-3-2015                                                              | Riffa                                                                  | Bahrein                                                                | 0 – 6                                                                  | Colombia                                                               | Amichevole                                                             | -4                                                                     | 68’                                                                    |
| 30-5-2015                                                              | Riffa                                                                  | Bahrein                                                                | 0 – 0                                                                  | Oman                                                                   | Amichevole                                                             | -                                                                      |                                                                        |
| 11-6-2015                                                              | Bocaue                                                                 | Filippine                                                              | 2 – 1                                                                  | Bahrein                                                                | Qual. Mondiali 2018                                                    | -2                                                                     | Cap.                                                                   |
| 3-9-2015                                                               | Riffa                                                                  | Bahrein                                                                | 0 – 1                                                                  | Corea del Nord                                                         | Qual. Mondiali 2018                                                    | -1                                                                     | Cap.                                                                   |
| 8-9-2015                                                               | Doha                                                                   | Yemen                                                                  | 0 – 4                                                                  | Bahrein                                                                | Qual. Mondiali 2018                                                    | -                                                                      | Cap.                                                                   |
| 8-10-2015                                                              | Riffa                                                                  | Bahrein                                                                | 0 – 4                                                                  | Uzbekistan                                                             | Qual. Mondiali 2018                                                    | -4                                                                     | Cap.                                                                   |
| 13-10-2015                                                             | Riffa                                                                  | Bahrein                                                                | 2 – 0                                                                  | Filippine                                                              | Qual. Mondiali 2018                                                    | -                                                                      | Cap.                                                                   |
| 17-11-2015                                                             | Pyongyang                                                              | Corea del Nord                                                         | 2 – 0                                                                  | Bahrein                                                                | Qual. Mondiali 2018                                                    | -2                                                                     | Cap.                                                                   |
| 4-9-2016                                                               | Riffa                                                                  | Bahrein                                                                | 0 – 0                                                                  | Giordania                                                              | Amichevole                                                             | -                                                                      | Cap.                                                                   |
| 11-10-2016                                                             | Mascate                                                                | Oman                                                                   | 2 – 2                                                                  | Bahrein                                                                | Amichevole                                                             | -2                                                                     | Cap.                                                                   |
| 15-11-2016                                                             | Riffa                                                                  | Bahrein                                                                | 0 – 0                                                                  | Kirghizistan                                                           | Amichevole                                                             | -                                                                      | Cap.                                                                   |
| 5-6-2017                                                               | Madinat 'Isa                                                           | Bahrein                                                                | 1 – 1                                                                  | Tagikistan                                                             | Amichevole                                                             | -1                                                                     | Cap.                                                                   |
| 28-3-2017                                                              | Riffa                                                                  | Bahrein                                                                | 0 – 0                                                                  | Singapore                                                              | Qual. Coppa d'Asia 2019                                                | -                                                                      | Cap.                                                                   |
| 5-6-2017                                                               | Riffa                                                                  | Bahrein                                                                | 0 – 2                                                                  | Palestina                                                              | Amichevole                                                             | -2                                                                     | Cap.                                                                   |
| 13-6-2017                                                              | Dashoguz                                                               | Turkmenistan                                                           | 1 – 2                                                                  | Bahrein                                                                | Qual. Coppa d'Asia 2019                                                | -1                                                                     | Cap.                                                                   |
| 4-8-2019                                                               | Erbil                                                                  | Giordania                                                              | 0 – 1                                                                  | Bahrein                                                                | WAFF Championship 2019 - 1º turno                                      | -                                                                      | Cap.                                                                   |
| 14-8-2019                                                              | Karbala                                                                | Iraq                                                                   | 0 – 1                                                                  | Bahrein                                                                | WAFF Championship 2019 - Finale                                        | -                                                                      | Cap.                                                                   |
| 5-9-2019                                                               | Riffa                                                                  | Bahrein                                                                | 1 – 1                                                                  | Iraq                                                                   | Qual. Mondiali 2022                                                    | -1                                                                     | Cap.                                                                   |
| 10-9-2019                                                              | Phnom Penh                                                             | Cambogia                                                               | 0 – 1                                                                  | Bahrein                                                                | Qual. Mondiali 2022                                                    | -                                                                      | Cap.                                                                   |
| 9-10-2019                                                              | Riffa                                                                  | Bahrein                                                                | 2 – 3                                                                  | Azerbaigian                                                            | Amichevole                                                             | -3                                                                     | Cap.                                                                   |
| 15-10-2019                                                             | Riffa                                                                  | Bahrein                                                                | 1 – 0                                                                  | Iran                                                                   | Qual. Mondiali 2022                                                    | -                                                                      | Cap.                                                                   |
| 14-11-2019                                                             | Wan Chai                                                               | Hong Kong                                                              | 0 – 0                                                                  | Bahrein                                                                | Qual. Mondiali 2022                                                    | -                                                                      | Cap.                                                                   |
| 19-11-2019                                                             | Amman                                                                  | Iraq                                                                   | 0 – 0                                                                  | Bahrein                                                                | Qual. Mondiali 2022                                                    | -                                                                      | Cap.                                                                   |
| 2-12-2019                                                              | Doha                                                                   | Kuwait                                                                 | 2 – 4                                                                  | Bahrein                                                                | Coppa delle nazioni del Golfo 2019 - 1º turno                          | -2                                                                     | Cap.                                                                   |
| 8-12-2019                                                              | Doha                                                                   | Bahrein                                                                | 1 – 0                                                                  | Arabia Saudita                                                         | Coppa delle nazioni del Golfo 2019 - Finale                            | -                                                                      | Cap.                                                                   |
| 16-11-2020                                                             | Dubai                                                                  | Emirati Arabi Uniti                                                    | 1 – 3                                                                  | Bahrein                                                                | Amichevole                                                             | -1                                                                     | Cap.                                                                   |
| 25-3-2021                                                              | Riffa                                                                  | Bahrein                                                                | 3 – 1                                                                  | Siria                                                                  | Amichevole                                                             | -1                                                                     | Cap.                                                                   |
| 3-6-2021                                                               | Riffa                                                                  | Bahrein                                                                | 8 – 0                                                                  | Cambogia                                                               | Qual. Mondiali 2022                                                    | -                                                                      | Cap.                                                                   |
| 7-6-2021                                                               | Riffa                                                                  | Bahrein                                                                | 0 – 3                                                                  | Iran                                                                   | Qual. Mondiali 2022                                                    | -3                                                                     | Cap.                                                                   |
| 15-6-2021                                                              | Riffa                                                                  | Bahrein                                                                | 4 – 0                                                                  | Hong Kong                                                              | Qual. Mondiali 2022                                                    | -                                                                      | Cap.                                                                   |
| 25-6-2021                                                              | Doha                                                                   | Bahrein                                                                | 2 – 0                                                                  | Kuwait                                                                 | Qual. Coppa araba FIFA 2021                                            | -                                                                      | Cap.                                                                   |
| 1-9-2021                                                               | Riffa                                                                  | Bahrein                                                                | 6 – 1                                                                  | Haiti                                                                  | Amichevole                                                             | -1                                                                     | Cap.                                                                   |
| 16-11-2021                                                             | Madinat 'Isa                                                           | Bahrein                                                                | 4 – 2                                                                  | Kirghizistan                                                           | Amichevole                                                             | -2                                                                     | Cap.                                                                   |
| 30-11-2021                                                             | Al Khawr                                                               | Qatar                                                                  | 1 – 0                                                                  | Bahrein                                                                | Coppa araba FIFA 2021 - 1º turno                                       | -1                                                                     | Cap.                                                                   |
| 3-12-2021                                                              | Doha                                                                   | Bahrein                                                                | 0 – 0                                                                  | Iraq                                                                   | Coppa araba FIFA 2021 - 1º turno                                       | -                                                                      | Cap.                                                                   |
| 6-12-2021                                                              | Al Rayyan                                                              | Oman                                                                   | 3 – 0                                                                  | Bahrein                                                                | Coppa araba FIFA 2021 - 1º turno                                       | -3                                                                     | Cap.                                                                   |
| 1-2-2022                                                               | Riffa                                                                  | Bahrein                                                                | 1 – 0                                                                  | RD del Congo                                                           | Amichevole                                                             | -                                                                      | Cap.                                                                   |
| 23-3-2022                                                              | Al Muharraq                                                            | Bahrein                                                                | 2 – 1                                                                  | India                                                                  | Amichevole                                                             | -1                                                                     | Cap.                                                                   |
| 29-3-2022                                                              | Al Muharraq                                                            | Bahrein                                                                | 0 – 1                                                                  | Bielorussia                                                            | Amichevole                                                             | -1                                                                     | Cap.                                                                   |
| 27-5-2022                                                              | Thanyaburi                                                             | Bahrein                                                                | 2 – 0                                                                  | Birmania                                                               | Amichevole                                                             | -                                                                      | Cap.                                                                   |
| 31-5-2022                                                              | Thanyaburi                                                             | Thailandia                                                             | 1 – 2                                                                  | Bahrein                                                                | Amichevole                                                             | -1                                                                     | Cap.                                                                   |
| 8-6-2022                                                               | Kuala Lumpur                                                           | Bahrein                                                                | 2 – 0                                                                  | Bangladesh                                                             | Qual. Coppa d'Asia 2023                                                | -                                                                      | Cap.                                                                   |
| 11-6-2022                                                              | Kuala Lumpur                                                           | Malaysia                                                               | 1 – 2                                                                  | Bahrein                                                                | Qual. Coppa d'Asia 2023                                                | -1                                                                     | Cap.                                                                   |
| 14-6-2022                                                              | Kuala Lumpur                                                           | Bahrein                                                                | 1 – 0                                                                  | Turkmenistan                                                           | Qual. Coppa d'Asia 2023                                                | -                                                                      | Cap.                                                                   |
| 27-9-2022                                                              | Riffa                                                                  | Bahrein                                                                | 0 – 2                                                                  | Panama                                                                 | Amichevole                                                             | -2                                                                     | Cap.                                                                   |
| 18-11-2022                                                             | Riffa                                                                  | Bahrein                                                                | 1 – 5                                                                  | Serbia                                                                 | Amichevole                                                             | -5                                                                     | Cap.                                                                   |
| Totale                                                                 |                                                                        | Presenze                                                               | 156                                                                    |                                                                        | Reti                                                                   | -153                                                                   |                                                                        |

## Palmarès

### Club

#### Competizioni nazionali
- Bahraini Premier League: 5

Al-Muharraq: 2007-2008, 2008-2009, 2010-2011, 2014-2015, 2017-2018
- Coppa del Re del Bahrein: 7

Al-Muharraq: 2008, 2009, 2011, 2012, 2013, 2015-2016, 2019-2020
- Coppa del Principe della Corona del Bahrein: 2

Al-Muharraq: 2008, 2009
- Bahraini FA Cup: 4

Al-Muharraq: 2009, 2020, 2021, 2022
- Supercoppa di Bahrein: 2

Al-Muharraq: 2013, 2018

#### Competizioni internazionali
- Coppa dell'AFC: 1

Al-Muharraq: 2008, 2021
- Coppa dei Campioni del Golfo: 1

Al-Muharraq: 2012

### Nazionale
- WAFF Championship: 1

Iraq 2019
- Coppa delle Nazioni del Golfo: 1

Qatar 2019